# Azande (Ethnie)

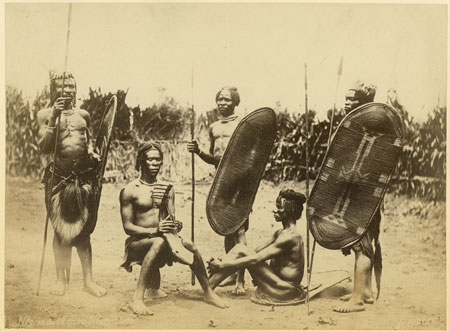
Azande-Soldaten

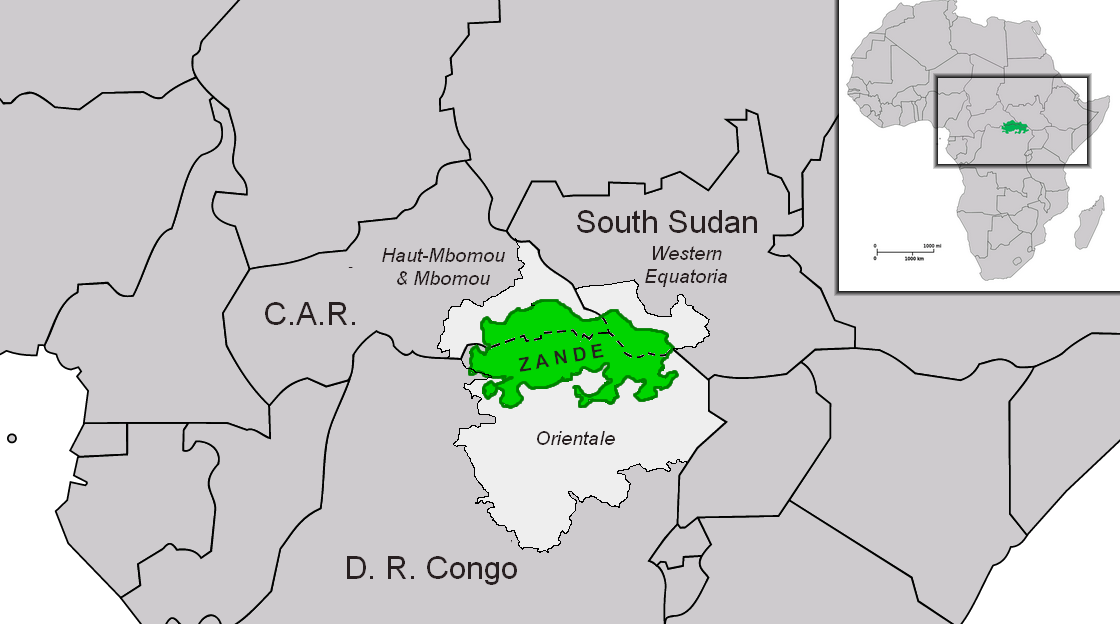
Siedlungsgebiet

Die Azande (auch Zande, Zandeh, A-Zandeh, Sandeh, Zaude) sind eine ethnische Gruppe im Norden von Zentralafrika. Ihre Zahl wird auf eine bis vier Millionen geschätzt.
Sie leben hauptsächlich im nördlichen Teil der Demokratischen Republik Kongo (Provinz Ober-Zaïre), im Südsudan (Bundesstaat Western Equatoria) und im südöstlichen Teil der Zentralafrikanischen Republik (Bezirke Rafaï, Zémio und Obo). Ihre gleichnamige Sprache gehört zur Gruppe der Adamawa-Ubangi-Sprachen.

## Geschichte
Die Vorfahren der Azande, die Ambomu, migrierten im 17. Jahrhundert in das Gebiet am Fluss Mbomou. Mitte des 18. Jahrhunderts etablierte sich eine militaristische Aristokratie des Clans der Avongara. Der Avongara-König Gura (1755–1780) vereinigte die bisher im losen Verbund lebenden Stämme zu einem Königreich. Die Ambomu, unter der Herrschaft der Avongara, begann mit einer Expansion in Richtung Süden und Osten. Verschiedene Ethnien wurden unterworfen; manche konnten ihre Sprache erhalten, andere wurden hingegen vollständig assimiliert. Aus dieser Mischung verschiedener ethnischer Gruppen entstanden die Azande. Die Azande verfügten über ein effizientes System, um neue Völker zu integrieren. Jungen wurden beim Erreichen der Pubertät an den Hof der Herrscher gebracht und wurden dort erst Diener und später bewaffnete Gefolgsleute. Wenn sie nach Jahren in ihre Dörfer zurückkehrten, um zu heiraten, betrachteten sie sich als Azande. So wurde in wenigen Generationen eine neue Nation aufgebaut.
Das politische System der Azande erlaubte eine schnelle Expansion ohne eine zentrale Führung. Die  verschiedenen Mitglieder der Avongara bildeten ihre eigenen Königreiche, was zu häufigen Kriegen zwischen den verschiedenen Königreichen führte. Die zersplitterten Königreiche konnten sich aber wiederum nicht gegen die sudanesischen Händler zur Wehr setzen. Schon vor dem 19. Jahrhundert kam es zu Handelsbeziehungen mit arabischen Händlern, welche am Nil tätig waren. Die Europäer trafen Mitte des 19. Jahrhunderts zum ersten Mal auf die Azande auf dem Gebiet des heutigen Südsudans. Die Azande waren zu dieser Zeit schon lange im Elfenbein- und Sklavenhandel mit Arabern und Ägyptern im Geschäft. Die Azande auf dem Gebiet der heutigen Zentralafrikanischen Republik lebten im von ihnen gegründeten Sultanat Rafaï. Das Vereinigte Königreich und Frankreich eroberten Ende des 19. und Anfang des 20. Jahrhunderts das Gebiet der Azande militärisch. 1885 entstand der Kongo-Freistaat. Frankreich kolonialisierte das Gebiet Ubangi-Schari (heutige Zentralafrikanische Republik) 1894. Der Azande-König Gbudwe wurde 1905 von den Briten militärisch geschlagen und der Sudan unter angloägyptische Herrschaft gestellt. Die Briten verboten den Sklavenhandel, was für die Azande den Wegfall wichtiger Einnahmen bedeutete. Diese Umstände führten zum Ende der Expansion der Azande sowie zur Untergrabung ihrer Gesellschaft. In den 1920ern wurden die Azande im Sudan in großem Stil von den Flussufern in die Nähe von Straßen umgesiedelt. Zum einen Teil war diese Aktion wirtschaftlich motiviert, auch sollten die Menschen vor den am Flussufer lebenden und die Schlafkrankheit übertragenden Tsetsefliegen geschützt werden, zum anderen Teil sollte die polizeiliche Kontrolle über die Unruheregion verbessert werden. 1943 folgte das Programm „Zande Scheme“, welches die traditionell vielfältige Selbstversorgung mit Lebensmitteln komplett auf den Baumwollanbau umstellte. Die Azande betrieben traditionell Landwirtschaft (Mais, Hirse, Maniok, Ananas, Bananen, Mangos, Erdnüsse), aber wegen der Tsetsefliegen keine Viehwirtschaft; ihren Fleischbedarf deckten sie über die Jagd. Mit den Einnahmen aus dem Baumwollverkauf sollten Lebensmittel und Bedarfsgegenstände gekauft werden. Die Umstellung ging einher mit Umsiedlungen in die Nähe der Baumwollplantagen mit dem Ergebnis, dass ein Großteil der traditionellen Lebensweise der Azande verschwunden ist. Nach dem Erreichen der Unabhängigkeit im Sudan, in Zaire und der Zentralafrikanischen Republik waren die Azande von den dort ausbrechenden Bürgerkriegen betroffen. Im ersten Bürgerkrieg im Südsudan unterstützten die Azande die Rebellenbewegung Anya-Nya, die für die Autonomie oder Unabhängigkeit des Südens kämpfte. Im zweiten Bürgerkrieg war hingegen ihr Verhältnis zur von Dinka dominierten Rebellenarmee SPLA eher distanziert. Viele Azande flüchteten vor den Kämpfen in die Zentralafrikanische Republik und die Demokratische Republik Kongo.

## Kultur
Die meisten Azande gehören einer traditionellen Religion an und glauben an Hexerei und Magie. Magie und Hexerei stellen bei den Azande einen wichtigen Teil ihres Lebens und ihres Lebensverständnisses dar. Im 19. Jahrhundert verbreitete Georg Schweinfurth die Ansicht, die Azande seien Kannibalen gewesen.
Die Azande sind bekannt für Bogenharfen kundi, mehrklingige Wurfeisen und Sichelwaffen. Früher wurde Primitivgeld in Form von Klingen vor allem als Brautgeld verwendet. Künstlerische Erzeugnisse sind aus Holz geschnitzte menschliche Figuren, sowie die abstrakteren „Yanda“-Figuren, die religiösen Zwecken dienen.

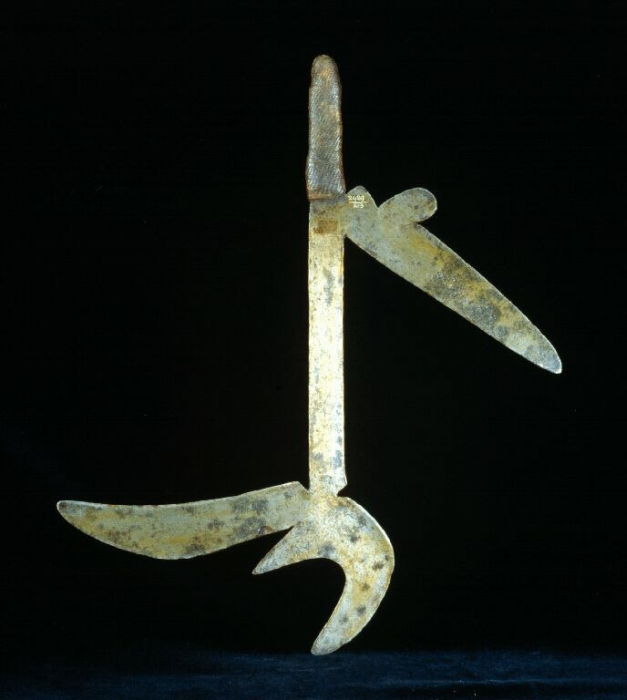
Wurfeisen
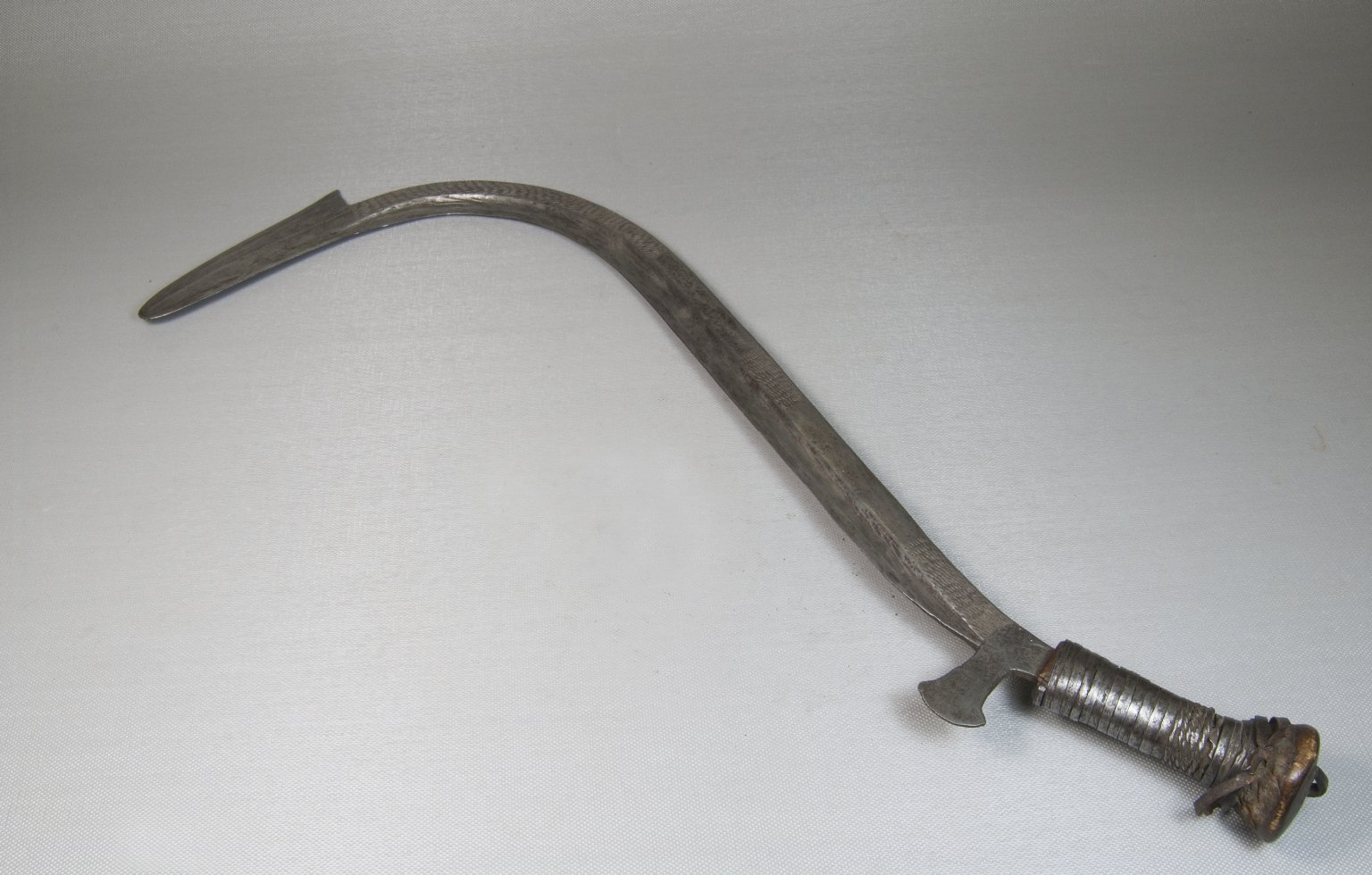
Sichelwaffe
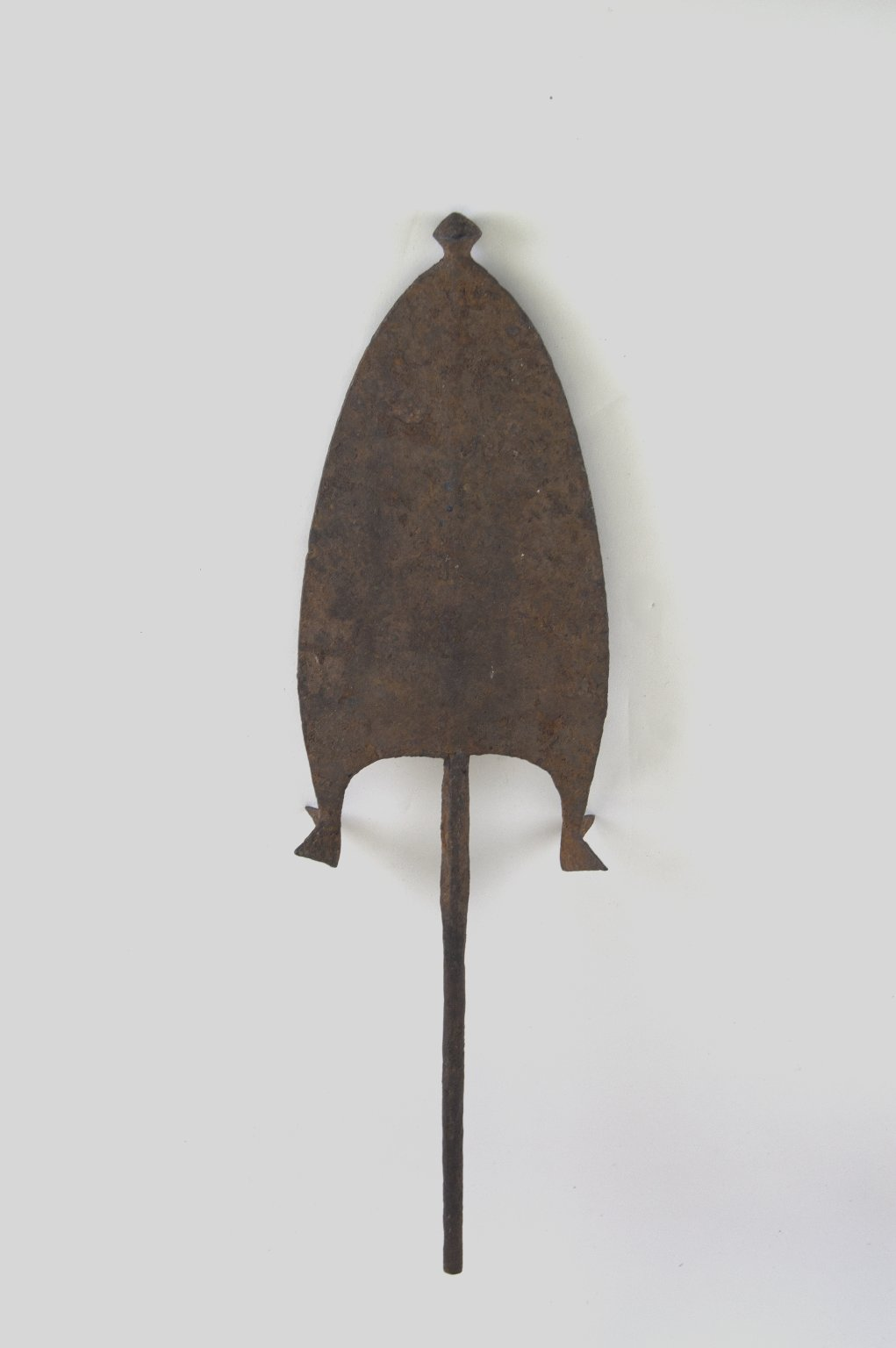
Primitivgeld
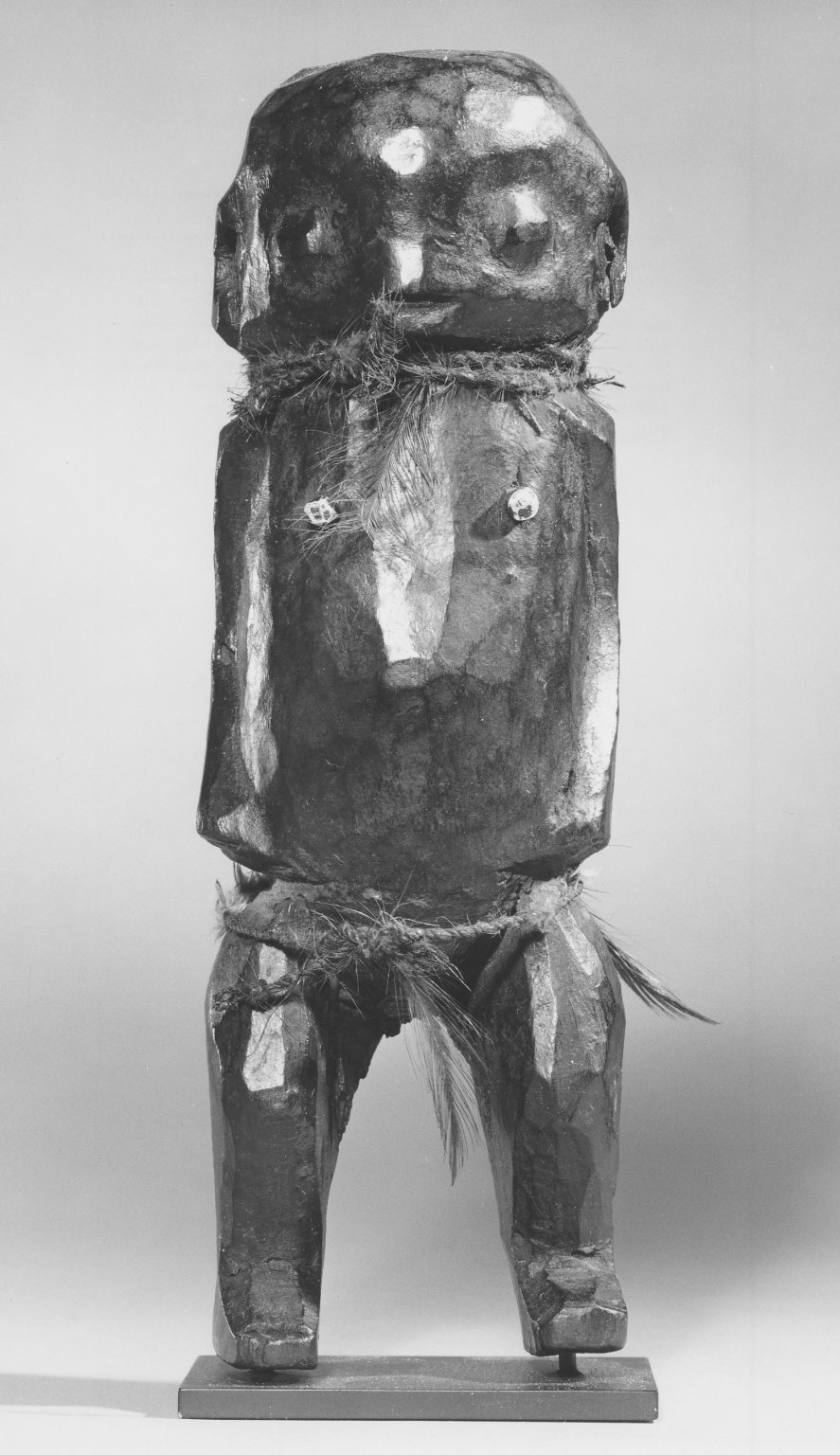
Yanda-Figure
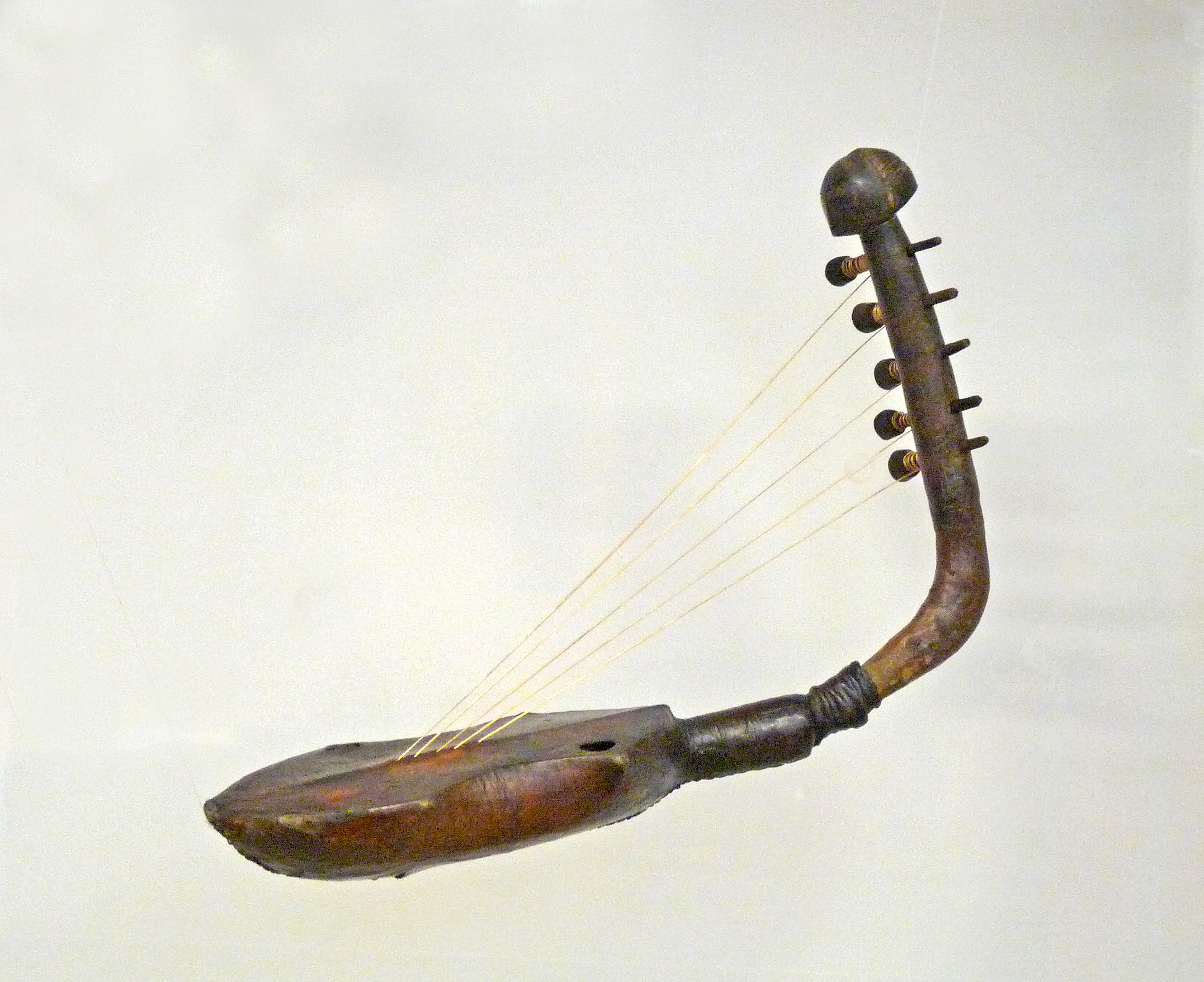
Bogenharfe kundi

## Ursprung des Namens
Azande bedeutet „Menschen, die viel Land besitzen“ und bezieht sich auf ihre Geschichte als Eroberer, die vormals große Teile des heutigen Sudan beherrschten.
Die Bezeichnung Niam-Niam wurde häufig von Fremden im 19. und frühen 20. Jahrhundert gebraucht und stammt vermutlich aus der Sprache der Dinka. Niam-Niam bedeutet dort so viel wie „große Esser“, wird heute aber als pejorativ aufgefasst und sollte dementsprechend nicht mehr verwendet werden.